# Парагон (Індіана)
Парагон (англ. Paragon) — місто (англ. town) в США, в окрузі Морган штату Індіана. Населення — 556 осіб (2020).

## Географія
Парагон розташований за координатами 39°23′40″ пн. ш. 86°33′43″ зх. д. / 39.39444° пн. ш. 86.56194° зх. д. (39.394507, -86.562020).  За даними Бюро перепису населення США в 2010 році місто мало площу 0,89 км², з яких 0,89 км² — суходіл та 0,00 км² — водойми. В 2017 році площа становила 0,74 км², з яких 0,74 км² — суходіл та 0,00 км² — водойми.

## Демографія
Згідно з переписом 2010 року, у місті мешкало 659 осіб у 233 домогосподарствах у складі 172 родин. Густота населення становила 740 осіб/км².  Було 261 помешкання (293/км²).
Расовий склад населення:
| - 97,4 % — білих - 0,2 % — чорних або афроамериканців |

До двох чи більше рас належало 2,0 %. Частка іспаномовних становила 0,9 % від усіх жителів.
За віковим діапазоном населення розподілялося таким чином: 30,2 % — особи молодші 18 років, 59,2 % — особи у віці 18—64 років, 10,6 % — особи у віці 65 років та старші. Медіана віку мешканця становила 33,3 року. На 100 осіб жіночої статі у місті припадало 93,8 чоловіків;  на 100 жінок у віці від 18 років та старших — 92,5 чоловіків також старших 18 років.
Середній дохід на одне домашнє господарство  становив 39 107 доларів США (медіана — 35 625), а середній дохід на одну сім'ю — 42 181 долар (медіана — 42 656). Медіана доходів становила 40 125 доларів для чоловіків та 27 083 долари для жінок. За межею бідності перебувало 31,0 % осіб, у тому числі 38,5 % дітей у віці до 18 років та 12,1 % осіб у віці 65 років та старших.
Цивільне працевлаштоване населення становило 335 осіб. Основні галузі зайнятості: виробництво — 27,2 %, будівництво — 17,3 %, освіта, охорона здоров'я та соціальна допомога — 14,9 %.